# Поликарпенко, Владимир Григорьевич
Влади́мир Григо́рьевич Полика́рпенко (12 февраля 1944 года, Иркутск, , Иркутская область, РСФСР, СССР — 15 июля 2021 года, Химки, Московская область, Россия) — советский хоккеист.

## Биография
В 1961—1967 годах обучался в расположенном в Мытищах Московском кооперативном институте, получив специальность «Специалист советской торговли», в 1966—1971 годах — в ленинградском Государственном институте физической культуры им. П. Ф. Лесгафта, получив специальность «тренер-преподаватель».
В 1956 году начал игровую карьеру в подмосковных Химках, играя на позиции нападающего в команде «Родина».
В 1962 году уехал в Кирово-Чепецк, где в сезоне 1966/1967 в составе «Олимпии» (среди партнёров по команде был юный Александр Мальцев) выиграл первенство РСФСР, после чего команда получила право играть в классе «А» чемпионата СССР.
В сезоне 1969/1970 принял приглашение свердловского «Автомобилиста», выступавшего в Высшей лиге чемпионата СССР. После того, как команда покинула высшую лигу, уехал в Ухту, где играл за местный «Нефтяник». После окончания игровой карьеры вернулся в Химки, где в 1989 году основал и возглавил хоккейную школу «Альма матер».
Скончался 15 июля 2021 года.